# Auto AG Schwyz

Historisches Logo Auto AG Schwyz

Die Auto AG Schwyz (Eigenschreibweise AUTO AG SCHWYZ, abgekürzt AAGS) ist ein konzessionierter Busbetrieb der Schweiz und wurde 1922 als Aktiengesellschaft gegründet und fährt heute insgesamt 275 Haltestellen an. Die Busverbindungen führen von Schwyz nach Brunnen SZ, Bisisthal, Gersau, Morschach, Muotathal, Lauerz, Oberiberg, Rickenbach, Seewen SZ, Steinen SZ, Biberbrugg, Rotkreuz ZG, und Arth-Goldau.

## Fahrzeugpark
Bis in die 1990er-Jahre setzte die Auto AG Schwyz vorwiegend auf Standardbusse der Baureihe FBW 50U. Viele Gebiete im Bezirk Schwyz waren mit einem Gelenkbus nicht erreichbar. Daher besass der Busbetrieb nur einen Gelenkbus – einen Mercedes-Benz O 405 G mit dem Autokennzeichen SZ 60000, der in der Regel auf der Linie Schwyz–Brunnen–Gersau eingesetzt wurde. Diese Fahrzeuge wurden durch Niederflurbusse der Baureihe Mercedes Citaro ersetzt. 2016 werden 10 Gelenkbusse eingesetzt, hauptsächlich auf der Linie 502 Arth-Goldau–Schwyz–Brunnen–Weggis–Küssnacht und der Linie 501 Arth-Goldau–Lauerz–Schwyz–Muotathal.

## Liniennetz
| Linie | Strecke                                                                            | Stationen | Fahrzeit in Minuten |
| ----- | ---------------------------------------------------------------------------------- | --------- | ------------------- |
| 501   | Arth – Goldau – Lauerz – Schwyz – Talstation Stoosbahn – Muotathal                 | 53        | 58                  |
| 502   | Arth – Goldau – Steinen – Schwyz – Brunnen – Gersau – Vitznau – Weggis – Küssnacht | 78/75     | 102                 |
| 503   | Seewen – Ibach – Schwyz – Rickenbach                                               | 14/13     | 17                  |
| 504   | Brunnen – Morschach                                                                | 7         | 13                  |
| 505   | Schwyz – Rickenbach – Ibergeregg – Oberiberg                                       | 26        | 38                  |
| 506   | Muotathal – Bisisthal                                                              | 16        | 22                  |
| 507   | Schwyz – Steinen – Sattel – Rothenthurm – Biberbrugg – Schindellegi                | 25/24     | 33                  |
| 508   | Seewen – Schwyz – Ibach – Brunnen – Gersau                                         | 28/27     | 31                  |
| 509   | Weggis (Riedsort/Bodenberg)                                                        | 20        | 19                  |
| 510   | Weggis (Hertenstein)                                                               | 9         | 8–10                |
| 523   | Goldau – Steinerberg – Sattel                                                      | 11/12     | 14                  |
| 526   | Brunnen – Schwyz – Goldau – Rotkreuz                                               | 6         | 19                  |
| 528   | Vitznau – Weggis – Küssnacht – Rotkreuz                                            | 13        | 37                  |
| 529   | Küssnacht – Haltikon – Udligenswil – Root                                          | 17        | 24                  |
| 530   | Schwyz (Mangelegg)                                                                 | 13        | 13                  |
| 531   | Schwyz – Ibach (Oberschönenbuch)                                                   | 16/14     | 15                  |
| 532   | Schwyz – Ibach – Schwyz                                                            | 13        | 12                  |
| 535   | Gersau (Ober Gschwend)                                                             | 14/13     | 17                  |
| 541   | Sisikon – Riemenstalden                                                            | 6         | 28                  |

## Busdepot
2001 wurde das neue Busdepot im Ibächler Gebiet «Diesel» bezogen. Nebst den Einstellhallen verfügt das neue Depot auch über eine Waschanlage. Ebenfalls befindet sich in diesem Gebäude die Verwaltung und die Werkstatt der Auto AG Schwyz. Das alte Depot an der Schwyzer Schützenstrasse ging an die Victorinox.